# Desvres
Desvres település Franciaországban, Pas-de-Calais megyében. Lakosainak száma 4827 fő (2022. január 1.). Desvres Menneville, Longfossé, Wirwignes, Bournonville, Courset és Crémarest községekkel határos.

## Népesség
A település népességének változása:
| Lakosok száma | 5094 | 5031 | 5084 | 4985 | 4930 | 4875 | 4861 | 4843 | 4827 |
|               | 2013 | 2015 | 2016 | 2017 | 2018 | 2019 | 2020 | 2021 | 2022 |